# Igreja Evangélica Reformada na República Polonesa
A Igreja Evangélica Reformada na República Polonesa - em polonês Kosciol Ewangelicko-Reformowany w Rzeczypospolitej Polskiej, abreviado como KERRP - é uma denominação cristã reformada, fundada em 1540, na Polônia, durante a Reforma Protestante.

## História

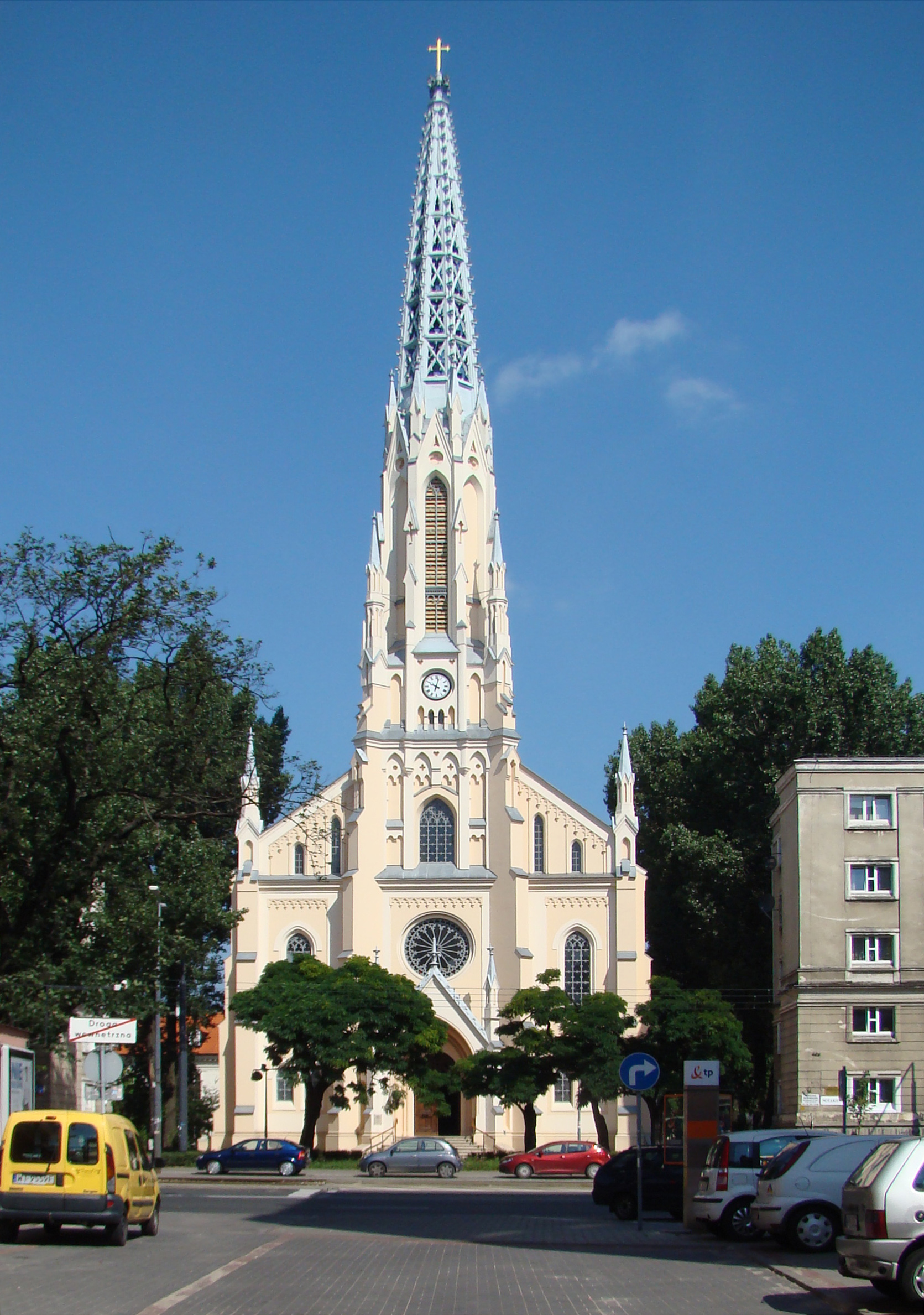
Igreja Evangélica Reformada em Varsóvia.

Na década de 1540 começou a ser difundido na Polônia o ensino dos reformadores Ulrico Zuínglio e João Calvino. Em 1550, Jan Laski retornou à Polônia e realizou o primeiro culto reformado no país. A partir de então, várias igrejas reformadas foram fundada. 
Em 1570, as igrejas reformadas se uniram às igrejas luteranas e adotaram o Consenso de Sandomir, uma confissão comum, que permitiu o funcionamento de uma igreja unida. Por algumas décadas, o movimento da Reforma constituiu um fator importante na vida nacional da Polônia. Todavia, a implementação da Contra-Reforma no país pôs fim à expansão do Protestantismo, bem como levou à sua marginalização.
No século XVIII, quando a liberdade religiosa dos dissidentes foram reconhecidos (1768), a igreja foi reconstituída e não mais unida aos luteranos. Com a partição da Polônia, muitos prussianos chegaram as terras polonesas e entre eles muitos que professavam a Fé Reformada. 
Após o fim da Segunda Guerra Mundial a igreja sofreu com a enorme emigração de seus membros. Durante o regime comunista do país, a denominação sofreu severa perseguição, sendo reduzida a apenas 8 igrejas locais. 
Desde o reestabelecimento da democracia do país a igreja opera livremente, mas continua enfrentando o declínio do número de membros. Em 2020, era formada por 3.200 membros.

## Doutrina
A denominação subscreve o Catecismo de Heidelberg, bem como a Confissão de Sandomierz, um documento baseado na Segunda Confissão de Fé Helvética, adotado apenas pelas denominações reformadas polonesas e pela Igreja Evangélica Reformada da Lituânia.
Desde 2003, a denominação permite a ordenação de mulheres em todas as funções.
Em 2024, a Paróquia Evangélica Reformada em Varsóvia, filiada à denominação, promoveu, pela primeira vez no país, bençãos para uniões entre pessoas do mesmo sexo. A cerimônia abençoou 10 casais e foi co-celebrada por clérigos católicos romanos e luteranos.

## Relações intereclesiásticas
A denominação é membro da Comunhão Mundial das Igrejas Reformadas. 